# Francia Köztársaság Nemzeti Érdemrendje
A Nemzeti Érdemrend (Ordre national du Mérite) a Becsületrend után következő második, egyben legfiatalabb francia kitüntető cím, egyfajta nemzeti lovagrend.

## Fokozatai
A Nemzeti Érdemrendben három rang van:
- lovag (chevalier)
- tiszt (officier)
- parancsnok (commandeur)

és két méltóság:
- főtiszt (grand officier)
- nagykereszt (grand-croix)

Hasonlóan a Becsületrendhez, a Nemzeti Érdemrend esetében is meg kell különböztetni az elit szervezetet, melybe a tagok felvételt nyernek, valamint a tagság minőségét jelző rendjelet, melyet a felvétel, vagy az előmenetel alkalmával adnak át. Ez az oka, hogy a fokozatok főnévi alakban szerepelnek.

## Történeti áttekintés
Charles de Gaulle tábornok, francia köztársasági elnök 1963. december 3-án írta alá a Rend megalapításáról szóló 63-1196 számú elnöki rendeletet. A Rendbe történő felvétellel ismerik el a katonáknak, vagy polgári személyeknek a nemzet szolgálatában tett „megkülönböztetett érdemeit” , meghagyva a Becsületrendnek a  „kimagasló érdemek”  elismerését.
A rendelet aláírása két okból is jelentős volt:
- A második világháború után, az indokínai és az algériai háborúk miatt már annyi személyt kellett felvenni a Becsületrendbe, hogy félő volt, a legnagyobb francia kitüntető cím devalválódik. Ezt akadályozta meg az új szervezetet létrehozása, melynek alapszíne a francia trikolór kékje lett.
- A Rend megalakítása lehetővé tette, hogy a túlzott számú tengerentúli, illetve érdem után adható rendjelek területén is rendet tegyenek: közülük tizenhetet töröltek,[3] és csak az Akadémiai Pálmák Rend, a Mezőgazdasági Érdemrend, a Tengerészeti Érdemrend, valamint a Művészeti és Irodalmi Rend maradt meg, régiségük, vagy alapításuk különleges körülménye okán.

A fentieken felül az új rend megnyitotta az utat a fiatalabb korosztály előtt is azzal, hogy a szolgálatban megkívánt „kivárási időt” mintegy a felére csökkentette.

## A rendjel leírása, viselete

### Leírása
A rendjel hatágú, mindkét oldalán kék zománccal borított, tizenkét csúcsban végződő „máltai csillag”. A lovagi fokozat csillaga ezüstből van, a tiszti fokozaté pedig aranyozott ezüstből. A fokozattól függően a sugarakat ezüst, vagy aranyozott ezüst babérkoszorú köti össze. A csillag közepén a köztársaságot szimbolizáló női fejjel díszített arany érme található, melyet „Francia Köztársaság” felirat vesz körbe. Az érme hátoldalán két, egymást keresztező nemzeti színű zászló látható „Nemzeti Érdemrend” felirattal, valamint a Rend alapításának kelte: 1963. december 3.. A parancsnoki fokozat aranyozott ezüstből készül és másfélszer nagyobb, mint az előző két fokozat.
A csillag, a fokozattól függően ezüst, vagy aranyozott ezüst tölgy koszorún függ, amelyet vízsávos kék szalag tart. A tiszti fokozat szalagján kék szalagrózsa van.

### Viselete
A Nemzeti Érdemrend jeleit a díszegyenruhán eredeti formában, köznapi öltözet esetén pedig szalagsávon viselik.
|                                     |       |            |         |             |
| Az egyenruhán viselendő szalagsávok |       |            |         |             |
| lovag                               | tiszt | parancsnok | főtiszt | nagykereszt |

A lovag és a tiszt az érdemjelet a bal mellén viseli. A parancsnoki fokozat rendjele nyakszalagon lóg. A Nemzeti Érdemrend főtisztje tiszti fokozatot visel, kiegészítve egy, a rendjel motívumait tartalmazó színezüst plakettel a jobb mellen. A nagykereszt tulajdonosai formára azonos, de aranyozott ezüst plakettet viselnek bal mellükön, viszont a két alapfokozatnál kétszer nagyobb aranyozott ezüst rendjelüket nem a mellükön, hanem a jobb vállon átvetett széles kék vállszalagon hordják.
Polgári ruhán a lovagok vékony kék szalagot viselnek a zakó hajtókájának gomblyukában, a tisztek kék szalagrózsát (rozettát), a parancsnokok pedig kék szalagrózsát ezüst masni alapon. A főtisztek szalagrózsája egyik oldalon ezüst, másik oldalon aranyozott ezüst masnin, míg a nagykereszt kék szalagrózsája mindkét oldalon aranyozott ezüst masnin nyugszik.

## Odaítélése
A Francia Köztársaság három személyisége – betöltött beosztásuk jogán – automatikusan a Nemzeti Érdemrend tagjává válik: a köztársasági elnök, aki egyben a Rend nagymestere, a Becsületrend nagykancellárja, aki egyben a Nemzeti Érdemrend kancellárja, és 1974 óta a mindenkori miniszterelnök, amennyiben legalább hat hónapot töltött hivatalban (őt a nagykereszt méltóságai közé veszik fel).
A nagymester elnököl a Nemzeti Érdemrend 10 fős Tanácsában, mely az érdemek elismerését és a kitüntetés adományozását végzi. A döntés eredményét a nagymester hirdeti ki. Az okleveleket a nagymester írja alá, a kancellár ellenjegyzi, a Rend titkára pedig egy „szárazbélyegzővel” hitelesíti.
Az alapító rendelet kizárja, hogy parlamenti képviselőt felvegyenek a Rendbe, vagy ténykedése alatt előresorolásban részesüljön.
A Nemzeti Érdemrendet megtisztelő címben külföldiek is részesülhetnek, azonban azok a külföldiek, akik nem laknak életvitelszerűen Franciaországban, nem válnak a Rend tagjaivá, rájuk nem vonatkozik az előmeneteli rend, és részükre a cím csupán egyedi alkalommal, társadalmi rangjuk miatt, vagy az általuk tett szolgálat elismeréseként adományozható.
A Rendbe – a külföldiek kivételével – lovagként lehet bekerülni, a felvétel alapfeltétele legalább 10 év közszolgálat, illetve szakmai tevékenység. A tiszti fokozat kivárási ideje legalább 5 év, a parancsnoké, illetve a méltóságoké 3-3 év. Az előmenetelhez új érdemeket kell szerezni, az egyszer már elismertek nem vehetők figyelembe. 2006-tól a feltételek szigorodnak: a lovagi felvételhez a különféle állománykategóriák szerint 15-21 év szolgálati időt kell igazolni, a többi fokozatban a minimális várakozási idő 7, illetve 5 év lesz, a méltóságok esetében marad a 3-3 év. Rendkívüli helyzetben szerzett, vagy kimagasló érdem esetében – kivételes eljárással – a szabályoktól el lehet térni.
A Rendbe történő felvétel, valamint az előmenetel éves keretszámát hároméves időszakonként elnöki rendelet szabályozza. Az éves keretszámokat szétosztják a minisztériumok között, amelyek javaslataikat a kancellárnak juttatják el. 2012-2014. években a keretszámok az alábbiak szerint alakultak:
|                                | Nagykereszt | Főtiszt | Parancsnok | Tiszt | Lovag |
| ------------------------------ | ----------- | ------- | ---------- | ----- | ----- |
| Polgári személyek              | 6           | 12      | 140        | 720   | 3400  |
| Katonák és azonos besorolásúak | 4           | 10      | 80         | 450   | 1500  |
| Külföldiek                     | 4           | 8       | 48         | 125   | 250   |

2011. december 31-én a Rend összlétszáma 190 952 fő volt, melyből 155 438 lovag, 31 876 tiszt, 5193 parancsnok, 307 főtiszt és 138 nagykereszt.

## Külön kedvezmény
2005 óta elnöki rendelet teszi lehetővé, hogy a Nemzeti Érdemrend tagjainak lányai, lányunokái és lánydédunokái is felvételt nyerjenek a Becsületrend Nevelőintézeteibe, ahol 18. életévük betöltéséig állami költségen tanulhatnak. A Becsületrend nagykancellárjának felügyelete alá tartozó elitintézetekben nem számít a származás: a lányokat felvilágosult, demokratikus légkörben nevelik. Jelenleg két intézmény üzemel, mintegy 400 fővel: Saint-Germain-en-Laye-ben a 12-16 éveseket nevelő alsó középiskola (collège), Saint-Denis-ben pedig a gimnázium (lycée).

## Magyar kitüntetettek
A magyar, illetve magyar származású személyek egy része megtisztelő címen kapott elismerést, többen – francia állampolgárként – teljes jogú tagok. A rendszerváltást követően a kétoldalú kapcsolatok fejlesztésében végzett tevékenységük elismeréseként több magyar katonatiszt, illetve polgári személy részesült e kitüntető címben, azonban nyilvántartásról nincs adat. A magyarországi rendtársak csatlakozhatnak helyi érdekvédelmi szervezetükhöz, a Francia Becsületrend és Nemzeti Érdemrend Magyar Tagjainak Szövetségéhez.